# Makuru FC
El Makuru FC es un equipo de fútbol de las Islas Salomón que juega en la Liga de Fútbol de Honiara, una de las ligas regionales del país.

## Historia
Fue fundado en Honiara y ha sido campeón de la Liga de Honiara en dos ocasiones. Es uno de los equipos que no aceptó unirse al nuevo formato de la S-League de las Islas Salomón  por razones religiosas, donde una de ellas es la de no jugar partidos los sábados.
A nivel internacional, ha participado en un torneo continental y en el Campeonato de Clubes de Oceanía del año 2005, donde fue eliminado en la fase de grupos por el AS Magenta de Nueva Caledonia, el Tafea FC de Vanuatu y el AS Manu Ura de la Polinesia Francesa.

## Palmarés
- FA League: 2

2004, 2007.